# Malîi Veazivok, Lubnî
Malîi Veazivok (în ucraineană Малий В'язівок) este un sat în comuna Vîșciîi Bulateț din raionul Lubnî, regiunea Poltava, Ucraina.

## Demografie
Componența lingvistică a localității Malîi Veazivok
     Ucraineană (100%)
Conform recensământului din 2001, toată populația localității Malîi Veazivok era vorbitoare de ucraineană (100%).